# Vérifacteur
Un vérifacteur est ce qui dans le monde rend vraie une vérité ou un énoncé vrai. Cette notion relève du vocabulaire de la philosophie analytique et elle est associée à  une conception à la fois réaliste et « correspondantiste » de la vérité : si un énoncé est vrai, alors il doit exister quelque chose qui le rend vrai ; de même, si un prédicat quelconque s'applique à quelque chose (ex. : « mammifère » dans « les hommes sont des mammifères »), alors il doit exister quelque chose qui rend vrai le fait qu'un prédicat s'y applique. Cette relation de correspondance entre vérité et réalité repose sur le principe de causalité : un vérifacteur est ce qui cause la vérité d'un énoncé ou d'une relation de prédication . 
Le concept de « vérifacteur » a été forgé par le philosophe David M. Armstrong pour justifier le réalisme scientifique sans pour autant cautionner une interprétation naïve de la vérité entendue comme simple « adéquation » ou « reflet » de la réalité. Contre cette interprétation de la vérité qui la rendrait en quelque sorte « miraculeuse », la notion de « vérifacteur » doit permettre d'inscrire la causalité — jusque-là reléguée aux sciences de la nature — au sein même de la théorie de la connaissance. Elle doit également permettre d'isoler l'aspect du réel qui, dans une théorie réaliste de la connaissance, fonde et détermine le vrai : pour Armstrong, il s'agit des propriétés ou universaux que possèdent les individus auxquels les énoncés vrais se réfèrent.
Aristote semble avoir été le premier philosophe à avoir expressément établi l'antériorité causale de la réalité par rapport à la vérité. Dans ses Catégories, le philosophe grec énonce la thèse suivante :
 « [...] la proposition vraie n’est en aucune façon cause de l’existence de la chose ; c’est au contraire la chose qui semble être, en quelque sorte, la cause de la vérité de la proposition, car c’est de l’existence de la chose ou de sa non-existence que dépend la vérité ou la fausseté de la proposition. »